# Taça dos Vencedores de Taças de Hóquei em Patins de 1976-77
A Taça dos Vencedores de Taças de Hóquei em Patins de 1977 foi a 1ª edição da Taça das Taças. A primeira edição juntou os vencedores de taças e vice-campeões da Bélgica, Espanha, França, Itália, Portugal e Suíça.
A AD Oeiras foi o primeiro campeão da competição ao derrotar os espanhóis do CE Arenys de Munt na final, através do desempate por penáltis.

## Equipas participantes
| País     | Clube             | Classificação                                   |
| -------- | ----------------- | ----------------------------------------------- |
| Bélgica  | Royal Sunday      | 2.º lugar da Liga Belga de 1975/76              |
| Espanha  | CE Arenys de Munt | Semi-finalista da Taça Generalíssimo de 1975/76 |
| França   | RS Gujan-Mestras  | 2.º lugar da Liga Francesa de 1975/76           |
| Itália   | Hockey Novara     | Vencedor da Taça de Itália de 1975/76           |
| Portugal | AD Oeiras         | Finalista da Taça de Portugal de 1975/76        |
| Suíça    | RS Basileia       | Vencedor da Taça da Suíça de 1975/76            |

## Jogos

### 1.ª Eliminatória
| Equipa 1          | Total | Equipa 2         | 1.ª Mão | 2.ª Mão |
| ----------------- | ----- | ---------------- | ------- | ------- |
| CE Arenys de Munt | 12-8  | Royal Sunday     | 7-5     | 5-3     |
| Hockey Novara     | 21-7  | RS Basileia      | 15-1    | 6-6     |
| AD Oeiras         | 24-8  | RS Gujan-Mestras | 18-5    | 6-3     |

### 2.ª Fase
| Equipa 1      | Total        | Equipa 2          | 1.ª Mão | 2.ª Mão |
| ------------- | ------------ | ----------------- | ------- | ------- |
| AD Oeiras     | 8-8 (2-0 gp) | Hockey Novara     | 5-4     | 3-4     |
| Hockey Novara | 10-12        | CE Arenys de Munt | 6-6     | 4-6     |

### Final
| Equipa 1          | Total        | Equipa 2  | 1.ª Mão | 2.ª Mão |
| ----------------- | ------------ | --------- | ------- | ------- |
| CE Arenys de Munt | 6-6 (2-3 gp) | AD Oeiras | 4-2     | 2-4     |

| Vencedor da Taça das Taças 1976/77 |
| ---------------------------------- |
|                                    |
| AD Oeiras (1.º título)             |